# 황토섬
황토섬은 정읍시 종성리 옥정호에 있는 섬이다. 다리로 연결되어있다. 